# في بالاكريشنان
في بالاكريشنان (بالإنجليزية: V. Balakrishnan) مواليد(1943 فبراير 13)؛ وهو عالم فيزياء نظري هندي عمل في عدد من المجالات، بما في ذلك فيزياء الجسيمات، ونظرية الأجسام المتعددة، والسلوك الميكانيكي للمواد الصلبة، والأنظمة الديناميكية، والعمليات العشوائية، وديناميكيات الكم إنه باحث بارع قدم مساهمات مهمة في نظرية المرونة، والمشي العشوائي المستمر في الوقت والتكرار في الأنظمة الديناميكية.

## التعليم والوظيفة
حصل على شهادته الجامعية من كلية سانت ستيفن ،في مدينة نيو دلهي وعلى درجة الدكتوراه من جامعة برانديز في عام 1970. بعد عقد من الزمن في TIFR و IGCAR Kalpakkam ، انضم إلى IIT Madras كأستاذ للفيزياء في عام 1980. وانتخب زميلًا في الأكاديمية الهندية للعلوم عام 1985بالإضافة إلى أبحاثه ، يعتبر في بالاكريشنان مدرسًا شهيرًا ومشهورًا للفيزياء ، ومعروفًا بأسلوبه التدريسي الجذاب ، والذي يجمع بين البصيرة الجسدية والصرامة الرياضية والذكاء الساخر. قام بتدريس مجموعة واسعة من الدورات على مدار الثلاثين عامًا الماضية من الفيزياء التمهيدية إلى نظرية المجال الكمي إلى الأنظمة الديناميكية. اثنان من دوراته (38 محاضرة في الفيزياء الكلاسيكية و 31 في فيزياء الكم ) يتم تدريسها في IIT Madras من خلال البرنامج الوطني للتعلم المعزز التكنولوجي متاحان على قناة NPTEL على YouTube ، وهما مشهوران للغاية ، حيث تلقت حوالي 2.3 مليون مشاهدة في ( ديسمبر 2015). 

## الكتب المنشورة
1-الفيزياء الرياضية: تطبيقات ومشاكل.
2-الفيزياء الرياضية: مع التطبيقات والمشاكل والحلول تم نشر الكتاب عام 2018.
3-عناصر الميكانيكا الإحصائية غير المتوازنة تم نشر الكتاب عام 2008.

## العائلة
زوجته هي رادها بالاكريشنان عالمة فيزياء نظرية تعمل على الديناميات غير الخطية (على وجه الخصوص ، solitons والأنظمة القابلة للتكامل).
ابنه هاري بالاكريشنان : هو حاليًا أستاذ فوجيتسو لعلوم الكمبيوتر في معهد ماساتشوستس للتكنولوجيا.
ابنته همسة بالاكريشنان تعمل أيضًا في هيئة التدريس في معهد ماساتشوستس للتكنولوجيا كأستاذ مشارك في علم الطيران والملاحة الفضائية.